# 尤勒·哈克
尤勒·玛丽·哈克（德語：Jule Marie Hake，1999年9月24日—），德国女子皮划艇运动员，2023年欧洲运动会女子四人皮艇500米银牌得主、2024年夏季奥林匹克运动会女子四人皮艇500米银牌得主和女子双人皮艇500米铜牌得主。